# Sikolo
Sikolo  è una città e sottoprefettura della Costa d'Avorio appartenente al dipartimento di Kong. Conta una popolazione di 21 163 abitanti (censimento 2014).